# Richard van Devizes
Richard van Devizes was een laat-12e-eeuws geschiedschrijver. Over zijn leven is niet meer bekend dat hetgeen valt op te maken uit wat hij zelf in zijn werk vermeldde. Hij was monnik in het klooster van St. Swithin nabij Winchester. Zij achternaam verwijst mogelijk naar zijn geboorteplaats Devizes, een stadje in het graafschap Wiltshire.
Richard is bekend gebleven vanwege zijn Chronicon de rebus gestis Ricardi Primi (Kroniek van de daden van Richard I, 1192), een verslag van de drie eerste regeringsjaren van koning Richard I. Het werk bevat een levendige beschrijving van het leven in Engeland, de voorbereiding van de Derde Kruistocht door Richard Leeuwenhart en de uitvoering daarvan, maar ook van de intense Jodenvervolgingen in Engeland in deze periode. Richard van Devizes zou de eerste zijn geweest die in dit verband het woord holocaust gebruikte, zij het in de algemenere betekenis van 'brandoffer'. Zijn eigen afkeer van de Joden steekt hij niet onder stoelen of banken. Het werk is overigens niet vrij van humor en maakt op satirische wijze ook duidelijk waar de voorkeuren van de schrijver lagen. Zo worden de grote steden in Engeland beschreven als broeinesten van misdaad, waaruit niets goeds kon voortkomen, met uitzondering van Winchester, zijn eigen woonplaats.